# ジェイソン・ドリー
ジェイソン・ドリー (Jason Scott Dolley、1991年7月5日 - )は、アメリカ合衆国の俳優。『コーリー ホワイトハウスでチョー大変!』（ニュート役）や『グッドラック・チャーリー』（PJ・ダンカン役）といった、ディズニーチャンネルの番組への出演が多い。

## 人物
11歳のころ、Chasing Daylightという映画で主演を務めたことで、俳優としてデビューした。
 ABCのテレビドラマ en:Complete Savagesの監督のメル・ギブソン によって主人公である13歳の少年T.J. Savageを演じることになった。w:Complete Savages打ち切り後、『ビーグル犬 シャイロ3 最終章』（Marty Preston）や、ディズニーチャンネルの『私の日記はベストセラー』（Connor Kennedy）、そして『狼たちの報酬』（幼いころのプレジャー）などに出演した。
2006年、ドリーは デュラセルのTVCM "Trusted Everywhere" Campaign "Amazon"に出演した。
2007年のディズニー・チャンネル ゲームズで、ドーリーはイエローチームの一員として参加し、翌年出場した際は、グリーンチームの一員として参加した。

## 出演作品

### 映画
- Chasing Daylight (2004)(Dylan fox)
- ビーグル犬 シャイロ3 最終章 Saving Shiloh (2006) (Smarty Preston)
- 私の日記はベストセラー Read It and Weep (Connor Kennedy)
- 狼たちの報酬 The Air I Breathe (2007) (少年期のプレジャー)
- タイムマシン大作戦　Minutemen (2008) (Virgil Fox)
- ピート・ザ・チキン 僕は超人気セレブ!　w:Hatching Pete (2009) (Peter Ivey)
- ピクシー・ホロウ・ゲームズ 妖精たちの祭典　Pixie Hollow Games (2011) (ランブル)
- グッドラック・チャーリー／ザ・ムービー　Good Luck Charlie, It's Christmas! (2011) (PJ・ダンカン役)
- Helicopter Mom (2014) (Lloyd)

### テレビドラマ
- w:Complete Savages (2004–2005) T. J. Savage
- w:Enemies (2006) Young Mickey Holloway (第1話のみ)
- コーリー ホワイトハウスでチョー大変! Cory in the House (2007-2008) (ニュート役)
- グッドラック・チャーリー Good Luck Charlie (2010- ) (PJ・ダンカン役)

### テレビ番組
- ディズニー・チャンネル ゲームズ　Disney Channel Games (2007-2008) 2007年はイエローチームのメンバーとして、2008年はサイクロンズのメンバーとして

### テレビアニメ
- ザ・リプレイス 大人とりかえ作戦 The Replacements (2008)